# Radical 187
El radical 187, representado por el carácter 馬 y que significa "caballo" es 1 de los 8 Radicales Kangxi (214 radicales en total) que está compuesto de 10 trazos.
En el diccionario de Kangxi hay 472 caracteres (de entre 49.030) que se pueden encontrar bajo este radical.

## Galería
| Estilos antiguos                                 | Estilos antiguos                  | Estilos antiguos                        | Estilos antiguos                   | Estilos antiguos                   | Estilos empleados actualmente       | Estilos empleados actualmente  | Estilos empleados actualmente    | Estilos empleados actualmente   | Estilos empleados actualmente  |
|                                                  |                                   |                                         |                                    |                                    |                                     | 馬                             | 马                               |                                 |                                |
| 甲骨文 jiǎgǔwén (escritura de huesos oraculares) | 金文 jīnwén (escritura de bronce) | 简帛 jiǎnbó (escritura de bambú y seda) | 篆文 zhuànwén (escritura de sello) | 篆文 zhuànwén (escritura de sello) | 隸書 lìshū (estilo de los escribas) | 楷書 kǎishū (estilo regular)   | 楷書 kǎishū (estilo regular)     | 行書 xǐngshū (estilo corriente) | 草書 cǎoshū (estilo de hierba) |
| 甲骨文 jiǎgǔwén (escritura de huesos oraculares) | 金文 jīnwén (escritura de bronce) | 简帛 jiǎnbó (escritura de bambú y seda) | 大篆 dàzhuàn (sello grande)        | 小篆 xiǎozhuàn (sello pequeño)     | 隸書 lìshū (estilo de los escribas) | 繁體／繁体 fántǐ (tradicional) | 简体／簡體 jiǎntǐ (simplificado) | 行書 xǐngshū (estilo corriente) | 草書 cǎoshū (estilo de hierba) |

## Caracteres con el radical 187

Carácter en escritura de sello

| trazos | carácter                                                                                        |                                     |
| ------ | ----------------------------------------------------------------------------------------------- | ----------------------------------- |
| + 0    | 馬                                                                                              | 马                                  |
| + 2    | 䭴 馭 馮 馱                                                                                     | 驭                                  |
| + 3    | 䭵 䭶 馯 馰 馲 馳 馴 馵                                                                         | 驮 驯 驰                            |
| + 4    | 䭷 䭸 䭹 䭺 䭻 䭼 䭽 䭾 馶 馷 馸 馹 馺 馻 馼 馽 馾 馿 駀 駁 駂 駃 駄 駅 駆 駇                   | 驱 驲 驳 驴                         |
| + 5    | 䭿 䮀 䮁 䮂 䮃 䮄 䮅 駈 駉 駊 駋 駌 駍 駎 駏 駐 駑 駒 駓 駔 駕 駖 駗 駘 駙 駚 駛 駜 駝 駞 駟 駠 | 驵 驶 驷 驸 驹 驺 驻 驼 驽 驾 驿 骀 |
| + 6    | 䮆 䮇 䮈 䮉 䮊 䮋 䮌 䮍 䯃 駡 駢 駣 駤 駥 駦 駧 駨 駩 駪 駫 駬 駭 駮 駯 駰 駱 駲                | 骁 骂 骃 骄 骅 骆 骇 骈 骉 駱       |
| + 7    | 䮎 䮏 䮐 䮑 䮒 䯄 駴 駵 駶 駷 駸 駹 駺 駻 駼 駽 駾 駿 騀 騁 騂 騃                               | 骊 骋 验 骍 骎 骏                   |
| + 8    | 䮓 䮔 䮕 䮖 䮗 䮘 䮙 䮚 䮛 駳 騄 騅 騆 騇 騈 騉 騊 騋 騌 騍 騎 騏 騐 騑 騒 験                   | 骐 骑 骒 骓 骔 骕 骖                |
| + 9    | 䮜 䮝 䮞 䮟 䮠 䮡 䮢 騔 騕 騖 騗 騘 騙 騚 騛 騜 騝 騞 騟 騠 騡 騢 騣 騤 騥 騦 騧 騨             | 骗 骘 骙 骚 骛                      |
| + 10   | 䮣 䮤 䮥 䮦 䮧 䮨 䮩 䯅 騩 騪 騫 騬 騭 騮 騯 騰 騱 騲 騳 騴 騵 騶 騷 騸                         | 骜 骝 骞 骟                         |
| + 11   | 䮪 䮫 䮬 䮭 䮮 䮯 䮰 䮱 騹 騺 騻 騼 騽 騾 騿 驀 驁 驂 驃 驄 驅 驆 驇                            | 骠 骡 骢                            |
| + 12   | 䮲 䮳 䮴 䮵 䮶 驈 驉 驊 驋 驌 驍 驎 驏 驐 驑 驒 驓 驔 驕                                        | 骣                                  |
| + 13   | 䮷 䮸 䮹 驖 驗 驘 驙 驚 驛 驜                                                                   |                                     |
| + 14   | 䮺 䮻 䮼 驝 驞 驟                                                                               | 骤                                  |
| + 15   | 䮽                                                                                              |                                     |
| + 16   | 䮾 驠 驡 驢 驣                                                                                  | 骥                                  |
| + 17   | 䮿 驤 驥 驦 驧                                                                                  | 骦 骧                               |
| + 18   | 䯀 驨 驩                                                                                        |                                     |
| + 19   | 䯁 驪 驪                                                                                        |                                     |
| + 20   | 驫                                                                                              |                                     |
| + 24   | 䯂                                                                                              |                                     |